# 2008 Konstitutsiya
2008 Konstitutsiya este un asteroid din centura principală, descoperit pe 27 septembrie 1973 de Liudmila Cernîh.